# وین موریساکی
وین موریساکی (انگلیسی: Win Morisaki؛ زادهٔ ۲۰ اوت ۱۹۹۰) بازیگر، و خواننده است. وی از سال ۲۰۰۸ میلادی تاکنون مشغول فعالیت بوده‌است.
از فیلم‌ها یا برنامه‌های تلویزیونی که وی در آن نقش داشته‌است می‌توان به بازیکن شماره یک آماده، زندگی عاشقانه اشاره کرد.